# Ihlingloch
Ihlingloch är en grotta i Österrike. Den ligger i distriktet Gmunden och förbundslandet Oberösterreich, i den centrala delen av landet.
Den högsta punkten i närheten är Rosenkogel, 1 602 meter över havet, öster om Ihlingloch. Närmaste större samhälle är Mitterweißenbach, norr om Ihlingloch.
I omgivningarna runt Ihlingloch växer i huvudsak blandskog. Runt Ihlingloch är det ganska glesbefolkat, med 25 invånare per kvadratkilometer.